# جنگ دامر
جنگ دامر (به انگلیسی: Dummer's War) یک رشته نبردهایی بود که میان سال‌های ۱۷۲۲ تا ۱۷۲۵ میان نیو انگلند و اتحادیه وابناکی که هم‌پیمان فرانسه نو بودند رخ داد. جبههٔ شرقی این جنگ‌ها میان نیو انگلند و آکادی و نوا اسکوشیا و جبههٔ غربی آن هم بین مرز کانادا (فرانسه نو) و نیوانگلند بود.